# 曲本 (さいたま市)
曲本（まがもと）は、埼玉県さいたま市南区の町丁。現行行政地名は曲本一丁目から曲本五丁目。住居表示実施地区。郵便番号は336-0033。本項では当地にかつて存在した町丁の西浦和（にしうらわ）についても触れる。

## 地理
さいたま市南区南西部の沖積平野に位置する。東側で沼影、南で内谷、西側で松本、北側で四谷や桜区田島と隣接する。町域は東西に長く、西端を国道17号新大宮バイパスおよび首都高速埼玉大宮線が通り、中央を県道79号朝霞蕨線が南北に貫いている。また、東方（沼影）を東日本旅客鉄道（JR東日本）埼京線北戸田駅・武蔵浦和駅間および東北新幹線上野駅・大宮駅間が通る。全域が市街化区域で、専ら住宅地となっているが、「曲本1号生産緑地地区」などの生産緑地地区も見られる。かつては美谷本村や美笹村や戸田町（現戸田市）に属する大字曲本であったが、その一部を旧浦和市に編入した経緯から両市にまたがる地名となっている。

### 地価
住宅地の地価は、2013年（平成25年）7月1日の埼玉県の地価調査によれば曲本4-16-14の地点で19万8000円/m2となっている。

## 歴史
かつては武蔵国足立郡笹目領に属する曲本村であった。
1959年（昭和34年）に戸田町の曲本から分離して成立した大字曲本は、1976年（昭和51年）の土地改良事業により、大字内谷や大字沼影の各一部とともに西浦和に変更され、住所地名から大字曲本は一旦消滅されたが、その後この地域で住居表示が実施されて従前の大字とは一致するものではないが、新町名に曲本が採用され、行政地名として復活することとなった。
- 1959年（昭和34年）4月1日：戸田町の旧美笹村北部の大字曲本・内谷の各一部、及び松本新田・堤外が分離し、浦和市に編入され[8]、浦和市大字曲本および浦和市の各大字となる（戸田市に現在も大字曲本の一部が残っている）。
- 1963年（昭和38年）：戸田町大字曲本の一部が浦和市大字曲本へ編入される[7]。
- 1965年（昭和40年）9月：地内に浦和市立西浦和小学校（現・さいたま市立西浦和小学校）が開校する。
- 1966年（昭和41年）4月：地内に西浦和幼稚園が開園する[9]。
- 1976年（昭和51年）：土地改良事業により、浦和市大字曲本の全域および大字内谷と大字沼影の各一部から西浦和一丁目〜五丁目が成立した[7][10]（大字内谷・曲本の各一部から西浦和一丁目・二丁目[10]、大字内谷・曲本・沼影の各一部から西浦和三丁目[10]、大字曲本の一部から西浦和四丁目・五丁目[10]）。しかし、1978年の住居表示実施により、曲本・沼影（一丁目）・四谷（一丁目）・内谷（四丁目〜七丁目）となり[10]、2年たらずで廃止される（古い地名を残す声が高まり、後年の住居表示実施とともに消滅した）。これにより浦和市の大字曲本は消滅する。
- 1978年（昭和53年）7月1日：住居表示実施により西浦和三丁目〜五丁目の大半、大字松本新田、および大字田島の各一部から曲本一丁目〜五丁目が復活成立[11][10]（西浦和五丁目と大字松本新田の一部から曲本一丁目[7]、西浦和四丁目・五丁目と大字田島の一部から曲本二丁目[7]、西浦和四丁目・五丁目の一部から曲本三丁目[7]、西浦和三丁目の一部から曲本四丁目・五丁目[7]）。なお、西浦和一丁目から沼影一丁目の一部および内谷五丁目・七丁目、西浦和二丁目から内谷四丁目・六丁目、西浦和五丁目は一部が四谷一丁目の一部にもなり、それぞれ成立する[12][13][14]。これにより西浦和一丁目 - 五丁目は行政地名から消滅する。
- 2001年（平成13年）5月1日：浦和市・大宮市・与野市が合併し、さいたま市が発足。同市の町丁となる。
- 2003年（平成15年）4月1日：さいたま市が政令指定都市に移行し、同市南区の町丁となる。

## 世帯数と人口
2017年（平成29年）9月1日時点の世帯数と人口は、以下のとおりである。
| 丁目       | 世帯数    | 人口    |
| ---------- | --------- | ------- |
| 曲本一丁目 | 743世帯   | 1,607人 |
| 曲本二丁目 | 817世帯   | 1,793人 |
| 曲本三丁目 | 701世帯   | 1,624人 |
| 曲本四丁目 | 792世帯   | 1,518人 |
| 曲本五丁目 | 747世帯   | 1,653人 |
| 計         | 3,800世帯 | 8,195人 |

## 小・中学校の学区
市立小・中学校に通う場合、学区（校区）は以下のとおりとなる。
| 丁目       | 区域      | 小学校                   | 中学校                 |
| ---------- | --------- | ------------------------ | ---------------------- |
| 曲本一丁目 | 11 - 18番 | さいたま市立西浦和小学校 | さいたま市立内谷中学校 |
| 曲本一丁目 | その他    | さいたま市立西浦和小学校 | さいたま市立田島中学校 |
| 曲本二丁目 | 4 - 12番  | さいたま市立西浦和小学校 | さいたま市立内谷中学校 |
| 曲本二丁目 | その他    | さいたま市立西浦和小学校 | さいたま市立田島中学校 |
| 曲本三丁目 | 全域      | さいたま市立西浦和小学校 | さいたま市立内谷中学校 |
| 曲本四丁目 | 全域      | さいたま市立沼影小学校   | さいたま市立内谷中学校 |
| 曲本五丁目 | 全域      | さいたま市立沼影小学校   | さいたま市立内谷中学校 |

## 交通

### 鉄道
地内に鉄道路線は通っていない。東日本旅客鉄道（JR東日本）埼京線・武蔵野線の武蔵浦和駅または武蔵野線の西浦和駅が徒歩圏内にある。

### 道路
- 首都高速埼玉大宮線
  - 浦和南出入口
- 国道17号新大宮バイパス
- 埼玉県道79号朝霞蕨線
- 埼玉県道213号曲本さいたま線
- 沼影通り[16]

## 施設
1丁目
- さいたま市立西浦和小学校[16]
- 西浦和幼稚園
- ジャパンモーターサービス本社

2丁目
- 無量寺
- 西浦和公民館
- けやき公園

4丁目
- 曲本保育園
- 曲本郵便局
- 西浦和公園